# Хорватская республика Герцег-Босна
Хорва́тская респу́блика Ге́рцег-Бо́сна (босн. и хорв. Hrvatska Republika Herceg-Bosna, серб. Хрватска Република Херцег-Босна в дословном переводе Хорватская республика Герцеговина-Босния) — непризнанное государство в Боснии и Герцеговине, существовавшее в 1991—1994 годах, образовавшееся в результате распада Югославии и Боснийской войны. Столицей Герцег-Босны был Западный Мостар. Герцег-Босна прекратила своё существование в 1994 году, когда она вступила в Федерацию Боснии и Герцеговины после подписания Вашингтонского соглашения. С 1995 года, после Дейтонского соглашения, территория бывшей Республики Герцег-Босна разделена между отдельными кантонами одного из двух субъектов (энтитетов) Боснии и Герцеговины.

## История

Флаг полиции Герцег-Босны

Правящая партия в Республике Хорватия (Хорватское демократическое содружество) организовала и контролировала филиал этой партии в Боснии и Герцеговине (Хорватский демократический союз Боснии и Герцеговины). В конце 1991 года руководящие посты в партии заняли наиболее радикальные силы под руководством Мате Бобана, Дарио Кордича и др. при поддержке Франьо Туджмана и Гойко Шушака.
18 ноября 1991 года Мате Бобан и Дарио Кордич, позже осуждённые Международным трибуналом по бывшей Югославии за военные преступления, объявили о создании Хорватской общины Герцег-Босна (хорв.: Hrvatska Zajednica Herceg-Bosna) в качестве отдельной политической, культурной, экономической и территориальной единицы на территории Боснии и Герцеговины.
Хорватская община Боснийской Посавины, провозглашённая на севере Боснии 12 ноября 1991 года, объединилась с Герцег-Боснией в октябре 1992 года. В своих провозглашённых границах Герцег-Босния занимала около 30 % территории страны, но не имела эффективного контроля над всей территорией, поскольку часть её была захвачена Армией Республики Сербской (АРС) в начале войны. Вооружённые силы Герцег-Босны, Хорватский совет обороны (ХСО), были сформированы 8 апреля 1992 года и первоначально сражались в союзе с Армией Республики Боснии и Герцеговины. В конце 1992 года их отношения ухудшились, что привело к хорватско-боснийской войне.
Руководство Герцег-Босны участвовало (в особенности с мая 1992, то есть после того, как в апреле Босния и Герцеговина провозгласила независимость от Югославии) в «хорватизации» (этнических чистках) муниципалитетов, которые, как они утверждали, были частью Герцег-Босны. Постоянно возрастало количество преследований и дискриминации, направленных против нехорватского (в частности, боснийского) населения. Хорватское вече обороны, военные формирования хорватов взяли под контроль многие муниципальные органы власти местных боснийских лидеров. Хорватскими властями при помощи военной силы были захвачены и взяты под контроль средства массовой информации. Была введена хорватская символика и валюта, а хорватские программы и хорватский язык были введены в школах. Многие боснийцы и сербы были сняты с должностей в государственных и частных предприятиях; гуманитарная помощь была управляемой и ограничивалась по отношению к боснийцам и сербам. Многие из них были депортированы в концентрационные лагеря: Гелиодром, Дретели, Габела, Войно и Сунье.
ХДС участвовал в переговорах в Женеве по разделу Боснии и Герцеговины на три этнические республики, что не было принято боснийской стороной. 28 августа 1993 года хорватское сообщество Герцег-Босна объявило себя Хорватской Республикой Герцег-Босна. Её первым президентом был Мате Бобан, вторым — Крешимир Зубак. Независимость Герцег-Босны не была признана ни одним государством. Конституционный суд Боснии и Герцеговины объявил Герцег-Босну вне закона 14 сентября 1992 года, а затем вновь 20 января 1994 года.
Против лидеров Герцег-Босны (Ядранко Прлича, Бруно Стоича, Слободана Праляка, Миливоя Петковича, Валентина Чорича и Берислава Пушича) было начато судебное разбирательство в МТБЮ по обвинению в преступлениях против человечности, серьёзных нарушениях Женевских конвенций и нарушениях законов и обычаев войны.
Из стенограммы секретных разговоров между Франьо Туджманом и руководством Герцег-Босны стало известно, что они намеревались разделить Боснию и Герцеговину между Хорватией и Сербией.

## Ликвидация Герцег-Босны
Западные страны изначально негативно относились к существованию самостоятельного хорватского государства на территории Боснии и Герцеговины. В 1994 году под их давлением Герцег-Босна прекратила своё существование, войдя в мусульмано-хорватскую Федерацию Боснии и Герцеговины в результате подписания Вашингтонского соглашения.
С 1995 года, после Дейтонских соглашений, территория Республики Герцег-Босна разделена между кантонами одного из двух субъектов (энтитетов) Боснии и Герцеговины.

## Текущая ситуация
В последнее время всё чаще звучат инициативы по восстановлению Герцег-Босны, создав третий субъект в Боснии и Герцеговине. Начало было положено в 2005 году Иво Миро Йовичем, после его фразы: «Я не хочу упрекать боснийских сербов, однако, если у них есть своя сербская республика, то мы должны также создать хорватскую и боснийскую (мусульманскую) республики». Официальные власти Боснии и Герцеговины от хорватов против таких инициатив, но некоторые хорватские политики поддерживают идею создания третьего (хорватского) органа власти.
Драган Чович, президент одной из главных хорватских партий в Боснии — Хорватский демократический союз Боснии и Герцеговины, заявил, что «… все хорватские партии должны выступить с предложением разделить Боснию на три этнических образования и Сараево в качестве отдельного района. Хорватские политики должны быть инициаторами новой конституции, которая гарантировала бы хорватам те же права, что и у других народов. Каждое федеральное подразделение будет иметь свои законодательные, исполнительные и судебные органы». Он также отметил, что нынешняя двухсубъектная система несостоятельна, так как хорваты подвергаются ассимиляции и лишены основных прав человека в Федерации с боснийцами.
26 января 2009 года лидеры трех крупнейших партий Боснии и Герцеговины, представляющие мусульман, сербов и хорватов, на встрече в неофициальной столице Республики Сербской Баня-Луке приняли совместное решение изменить существующую систему, разделив БиГ на 4 национальных административных образования.
Хорватский вопрос в Боснии и Герцеговине вновь обострился в начале 2011 года. 19 апреля 2011 года в Мостаре была проведена «Хорватская национальная ассамблея» с участием 500 делегатов от десяти хорватских партий страны. Лидеры хорватских партий Боснии и Герцеговины потребовали провести реформу конституции с целью административно-территориального переустройства страны и «прекращения маргинализации хорватского народа». Инициатива Хорватской национальной ассамблеи требует создания как минимум трёх территориальных образований — мусульманского, сербского и хорватского. «Только основательная реформа конституции, которая обеспечила бы полное институциональное равноправие и новое административно-территориальное устройство страны на основе нескольких федеральных единиц, из которых, по крайней мере, одна была бы с хорватским большинством, может гарантировать реальное равноправие хорватского народа в БиГ», — говорится в мостарской резолюции.